# Bianca Marroquín
Bianca Pamela Marroquín Pérez (Monterrey, Nuevo León; 15 de enero de 1976) es una bailarina de ballet, cantante y actriz mexicana de teatro y televisión.

## Biografía

### Primeros años y educación
Bianca nació en Monterrey, Nuevo León pero vivía en las ciudades fronterizas de Matamoros, Tamaulipas y en Brownsville, Texas y estudió diversas disciplinas estéticas poco después regresó a Monterrey para estudiar Comunicación.

### Carrera en Europa
Primera mujer mexicana en pisar Broadway.
Después de una audición improvisada, Bianca recibió una llamada en donde le informarían que sería parte del ensamble del primer musical de Ocesa Teatro La Bella y la Bestia en la Ciudad de México, por lo que se trasladó a la capital  de teatro profesional. 
Después vienen musicales como: Rent siendo "Swing" y capitán de danza (1999-2001), El Fantasma de la Ópera, y su debut con un personaje propio Chicago con el estelar Roxie Hart, poco después fue invitada para interpretar al mismo personaje en Broadway en una temporada de 3 
semanas junto a George Hamilton como Billy Flynn, en el Teatro Shubert, que después serían 10 años de éxito en Broadway. Después regresa a la Ciudad de México para unirse a la obra Los monólogos de la vagina con elenco mexicano.
En el año 2009 también estelarizó la primera temporada de La Novicia Rebelde en el Teatro de los Insurgentes producida por Tina Galindo, la productora de teatro más importante en México. Tiempo después es invitada a Televisa en lo que sería su primer proyecto para la televisión Pequeños Gigantes bajo la producción de los hermanos Galindo. Poco después de su estreno es invitada por Luis de Llano Jr. a la telenovela de la misma televisora Esperanza del corazón como Ángela Landa. 
En 2012 después de la gira Internacional Mary Poppins el musical Bianca es invitada a darle vida por primera vez en español a este personaje en el Centro Cultural Telmex, Teatro I.

### Carrera en Broadway
Su carrera en Broadway ha incluido obras como Chicago en el papel de Roxie Hart y Velma Kelly, The Pajama Game como Carmen e In the Heights como Daniela,

### Telenovelas
- Esperanza del corazón (2011/12) como Angela de Dupris

### Programas
- Mira quién baila (2010 ,2011, 2012, 2013) Jurado
- Pequeños Gigantes (2011 ,2012 , 2018) Juez
- Bailando por un sueño (2014)... Juez
- Talento kids plus Telemas*(2015)Juez Tercera Generación
- Pequeños Gigantes USA (2017) Juez

### Series
- Fosse/Verdon (2018/19) Como Chita Rivera

## Premios y reconocimientos
- Premio Helen Hayes a la mejor actriz principal por la obra Chicago.[3]